# Monica Rischbieter
Monica Rischbieter atua na área cultural paranaense há mais duas décadas e é diretora-presidente do Teatro Guaíra desde 2011. Pedagoga por formação, Monica trabalhou como produtora, cineasta e teve passagem anterior pelo Guaíra nos anos 90. De 2000 a 2002, foi secretária estadual da Cultura durante o governo Jaime Lerner, quando implementou um importante programa para levar atrações culturais ao interior do estado, o Comboio Cultural, que chegou a todos os municípios do Paraná. De 2002 a 2011, trabalhou como produtora e roteirista audiovisual. 

## Secretaria da Cultura
Como secretária da Cultura, Monica atuou pela descentralização das atividades culturais no estado. Com o projeto “Comboio Cultural”, por exemplo, nove ônibus percorreram todo o Paraná com atrações de teatro, música, ópera, dança, teatro de bonecos, literatura e circo. Foram 399 municípios e mais de 3 mil apresentações. 
Outro projeto de impacto foi o “Faxinal das Artes”, que reuniu 100 artistas em Faxinal do Céu para criação de obras para o acervo do Museu de Arte Contemporânea.
Por fim, Monica liderou o projeto “Velho Cinema Novo”, que restaurou 13 cinemas de rua do Paraná cuja construção tinha valor arquitetônico. Foram reformados por esse programa cinemas como o Cine Teatro Ouro Verde, de Londrina, e o Cine Fênix, de Apucarana. 

## Teatro Guaíra
À frente do Teatro, Monica liderou importantes projetos como a primeira grande reforma do Guaíra, a criação do G2 Cia. de Dança e a celebração dos 50 anos do Balé Teatro Guaíra. O maior desafio, no entanto, foi a readequação das contratações de bailarinos e músicos em 2017, quando houve o risco de extinção do balé e da Orquestra Sinfônica do Paraná. Isso porque os artistas eram contratados por cargos comissionados, forma considerada inconstitucional pelo Tribunal de Justiça. Todos os profissionais contratados nessa modalidade precisaram ser desligados. A saída foi a criação de um serviço social autônomo para apoiar novas contratações a partir de audições públicas, surge assim o Palco Paraná em 2017. 

G2
Em 1999, Monica, durante sua primeira gestão, também esteve à frente da criação do G2 Cia. de Dança, até hoje a única companhia de bailarinos master do país. Um grupo de profissionais estatutários desejava continuar a dançar, mas não conseguia seguir o ritmo de apresentações da companhia principal, o BTG. Por sugestão de Monica, criou-se uma segunda companhia para que esses bailarinos pudessem aproveitar a maturidade artística e explorar novas linguagens. Desde então, o G2 é sucesso de crítica e público com obras como “La Cena” e “Blow Elliot Benjamin”.

Reforma
Em 2015, Monica esteve à frente da primeira reforma completa do Teatro, quando foram restauradas todas as poltronas dos auditórios Bento Munhoz da Rocha Neto (Guairão) e Salvador de Ferrante (Guairinha), além de troca do carpete e reparo dos banheiros. A ação foi realizada em parceria com a empresa Renault. Outra importante reforma foi a readequação das instalações elétricas do Teatro em parceria com a Copel, que tornou a iluminação e o ar-condicionado sustentáveis.

Pandemia COVID
Com a pandemia do coronavírus, o Guaíra enfrentou pela primeira em sua história o fechamento de atividades para o público. Monica conta que houve uma reorientação geral para que a conexão com o público pudesse ocorrer de forma virtual.

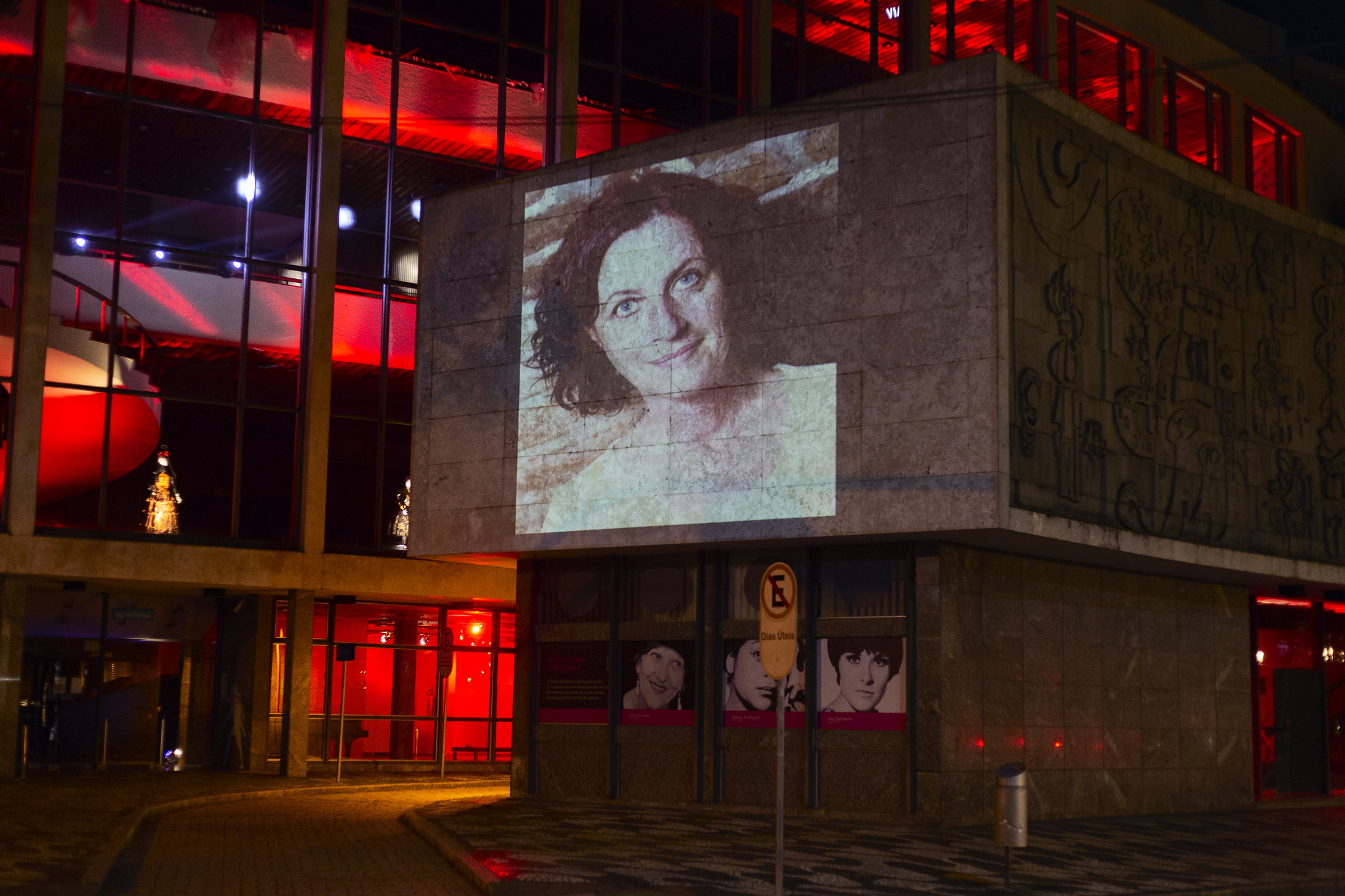
Monica Rischbieter em homenagem dos funcionários do Teatro Guaíra ao Dia da Mulher, 2021

Com isso, o Guaíra foi uma das únicas instituições do país a seguir com suas atividades artísticas de forma ininterrupta desde março de 2020, somando 418 mil visualizações em suas redes sociais. O público pôde conferir atrações como “Trenzinho Caipira”, da OSP, e uma coreografia do BTG com drones, sucesso nacional. 